# Lodrignano
Lodrignano è una frazione del comune di Neviano degli Arduini, in provincia di Parma.
La località dista 4,80 km dal capoluogo.

## Geografia fisica
Lodrignano sorge alla quota di 496 m s.l.m., sul crinale che divide la Val Termina di Castione dalla Val d'Enza.

## Storia
Il borgo fu fondato in epoca altomedievale; la più antica testimonianza dell'esistenza di Lodromano risale all'8 marzo 991, quando la località fu menzionata in un atto di vendita di beni da parte di Prangarda, figlia del marchese Adalberto Atto di Canossa e moglie del marchese Maginfredo, al diacono della pieve di Borgo San Donnino.
In seguito a servizio del centro abitato fu edificata una cappella, menzionata per la prima volta nel 1230.
Il territorio all'epoca dipendeva dal Comune di Parma: nel 1475 gli Anziani, su indicazione del duca di Milano Galeazzo Maria Sforza, incaricarono l'ufficiale Giovanni Francesco Bergonzi di custodire per loro conto i centri di Cedogno, Ceretolo, Mediano, Sasso, Lodrignano e Provazzano.
Dalla seconda metà del XV secolo Lodrignano costituì per secoli una zona di frontiera, in quanto collocata lungo la strada di collegamento tra Bazzano e Scurano, che appartennero fino al 1848 al Ducato di Modena e Reggio.
Nel 1502 gli abitanti delle località di confine di Lodrignano, Sasso, Ceretolo e Mediano si ribellarono invano al Comune di Parma, probabilmente sobillati dal duca di Ferrara Ercole I d'Este, intenzionato a espandere il proprio dominio anche oltre l'Enza.
Nel 1648 il duca di Parma Ranuccio II Farnese assegnò il marchesato di Lodrignano a Giuseppe Albicini, di Forlì.
Nel 1805 i diritti feudali furono aboliti nel ducato di Parma e Piacenza sulla base dei decreti napoleonici.
Nei primi anni del XX secolo furono costruiti i primi edifici leggermente più a valle di Lodrignano, in corrispondenza del valico di separazione tra la Val Termina di Castione e la Val d'Enza; alcuni anni dopo fu tracciata la strada provinciale 17, attraverso il passo, e intorno ai primi fabbricati ne furono eretti altri nuovi, creando un piccolo centro abitato; la località, ribattezzata Sella di Lodrignano, soppiantò in seguito per importanza l'antico borgo, posto in posizione più defilata.

## Monumenti e luoghi d'interesse

### Chiesa di San Lorenzo

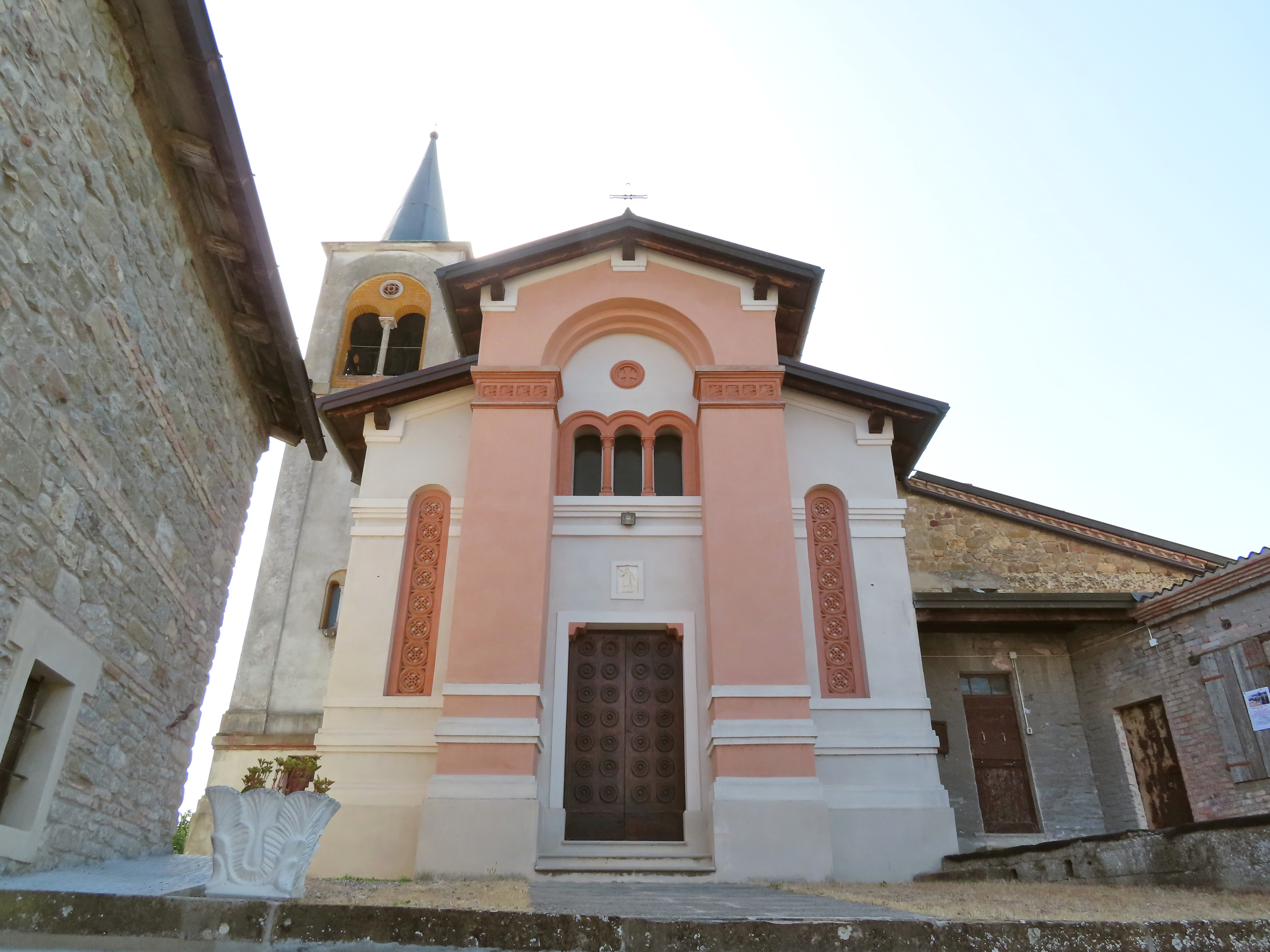
Chiesa di San Lorenzo

Menzionata per la prima volta nel 1230, la cappella originaria fu elevata a sede parrocchiale autonoma nel 1564; distrutta dal terremoto del 1920, tra il 1921 e il 1926 fu completamente ricostruita in forme neobizantine sui resti della precedente; consacrata nel 1927, fu affiancata dal campanile nel 1928; rinforzata strutturalmente tra il 2011 e il 2013, nel corso dei lavori fu anche restaurata nella facciata. L'edificio, sviluppato su una pianta a navata unica affiancata da una cappella sulla sinistra, presenta una facciata a salienti tripartita verticalmente da due massicce paraste, a sostegno di un'ampia arcata a tutto sesto centrale; all'interno, il presbiterio accoglie, racchiusa da una cornice settecentesca riccamente intagliata, una pala d'altare cinquecentesca.

## Cultura

### MUseoSElla - Collezione Civica Arte Contemporanea
Fondato il 24 luglio 2010 all'interno dell'ex scuola elementare di Sella di Lodrignano, il museo, gestito dal 2012 dall'Associazione MUseoSElla, espone oltre 100 opere, raccolte grazie a donazioni di privati, di artisti del XX e XXI secolo, tra i quali Arturo Carmassi, Ennio Finzi, Emilio Scanavino, Concetto Pozzati, Pirro Cuniberti, Renato Guttuso, Quinto Ghermandi e Carlo Corsi.

## Geografia antropica
La frazione risulta composta da due principali nuclei abitati distinti: Lodrignano e Sella di Lodrignano.